# D. T. H. van der Merwe
Daniel Tailliferrer Hauman van der Merwe, conocido como D. T. H. o DTH van der Merwe (Worcester, 28 de abril de 1986) es un jugador de rugby canadiense nacido en Sudáfrica.

## Primeros años
D. T. H. van der Merwe nació en Worcester (Sudáfrica), a cuya escuela Lanner House acudió. Comenzó a jugar al rugby a los cinco años de edad, progresando en el juego y con el tiempo logró jugar con el equipo Boland sub-16. Daniel y su familia emigró a Regina (Saskatchewan), en Canadá, en 2003. Allí acudió al instituto Dr. Martin LeBoldus High School y consiguió representar a Saskatchewan en los niveles sub-18 y sub-21, así como con el equipo Prairie Fire en la hoy desaparecida Super Liga de Rugby de Canadá. En 2005 van der Merwe se trasladó a Victoria (Columbia Británica) donde se unió a la James Bay Athletic Association de la British Columbia Premier League. Con James Bay, van der Merwe seguiría ganando campeonatos provinciales en 2006, 2007, así como en 2008 y un campeonato nacional en 2007.

## Carrera profesional

### Clubes
Van der Merwe había firmado un contrato de breve duración con los Saracens después de una buena actuación con Canadá en la Copa Mundial de Rugby de 2007. sin embargo, sufrió una lesión de tobillo que lo tuvo apartado año y medio de los terrenos de juego.
Participó en la Copa Churchill de 2009, después de la cual se unió al equipo de Glasgow en el Pro12, para un contrato de dos años. En la liga Céltica 2010–11, van der Merwe comenzó de titular 19 partidos y logró 9 ensayos. Acabaría como el máximo puntuador de ensayos de Glasgow esa temporada así como tercero, empatado con Jonathan Davies en la categoría de mayor marcador de ensayos de la Liga Céltica. En marzo de 2011 van der Merwe volvió a firmar con Glasgow Warriors por otros dos años.
Después de la Copa Mundial de Rugby de 2011 se descubrió que había resultado lesionado en el torneo, lo que exigió cirugía en el hombro que le tuvo casi toda la temporada siguiente apartado de la Liga Céltica. Firmó un nuevo contrato de dos años en 2013 comprometiéndose con Glasgow hasta al menos 2015.
El 19 de febrero de 2015, Van der Merwe anunció que dejaría Glasgow por otro equipo Pro12, los Scarlets, cuando terminase la temporada 2014/15.

### Internacional
Debutó internacionalmente con la selección de rugby de Canadá en un partido contra Barbados en Bridgetown el 24 de junio de 2006, en un partido de clasificación para la Copa Mundial de 2007. Jugó cuatro partidos en la Copa Mundial de Rugby de 2007, consiguiendo un ensayo en el empate 12–12 con Japón. La lesión de tobillo que sufrió a finales de 2007 le obligó a perderse la selección nacional durante todo el año 2008. 
En el verano de 2010, participó con Canadá en la Copa Churchill. Comenzó la fase de grupo con una victoria contra Uruguay con van der Merwe logrando dos ensayos en la segunda mitad del partido. Canadá alcanzaría la final de la Copa Churchill por primera vez después de una ardua lucha y una histórica victoria 33–27 contra Francia A. Van der Merwe de nuevo empezó como centro exterior por los canadienses, sin embargo, sus esfuerzos no fueron suficientes y perdieron la final con los England Saxons 38–18.
También representó a su país en la Copa Mundial de Rugby de 2011.
Seleccionado para la Copa Mundial de Rugby de 2015, salió como titular en el primer partido de la fase de grupos, contra Irlanda, marcando el único ensayo canadiense del partido, en la segunda parte, lo que no evitó la contundente derrota de su equipo 50-7. También anotó un ensayo en el partido contra Italia, que terminó con victoria italiana 18-23. En los dos últimos partidos de la fase de grupos, también anotó sendos ensayos, a pesar de acabar en derrotas, frente a Francia 41-18 y frente a Rumanía 15-17.